# Diva Gastélum Bajo
Diva Hadamira Gastélum Bajo (Guasave, Sinaloa, México, 30 de julio de 1961) es una política mexicana. Fue diputada federal de 2003 a 2006 en la LIX legislatura y de 2009 a 2012 en la LXI legislatura. Fue senadora de la República de 2012 a 2018 en la LXII y LXIII legislatura del Congreso de la Unión. Hasta julio de 2023 fue militante del Partido Revolucionario Institucional.

## Primeros años
Diva Hadamira Gastélum Bajo nació el 30 de julio de 1961 en Guasave, Sinaloa, México. De 1979 a 1984 estudió la licenciatura en derecho en la Universidad de Occidente (UDEO) y de 1996 a 1998 estudió la maestría en derecho social y familiar en la Universidad Autónoma de Sinaloa. De 1987 a 1995 fue directora del DIF en Guasave.

## Trayectoria política
Es militante del Partido Revolucionario Institucional (PRI) desde 1979. Fue diputada del Congreso del Estado de Sinaloa del 1 de diciembre de 1998 al 31 de noviembre de 2001 en la LVI legislatura en representación del distrito 6 del estado. Fue presidente de la mesa directiva y secretaria de la comisión de derechos humanos. Fue diputada federal de representación proporcional en la LIX Legislatura del 1 de septiembre de 2003 al 31 de agosto de 2006. Volvió a ser diputada del Congreso del Estado de Sinaloa por el mismo distrito en la LIX legislatura del 1 de diciembre de 2007 al 2009. Volvió a ser presidente de la mesa directiva del congreso y fue presidente de la comisión de derechos humanos.
En las elecciones federales de 2009 fue elegida como diputada federal por el distrito 4 de Sinaloa. Fue integrante de la LXI legislatura del Congreso de la Unión del 1 de septiembre de 2009 al 31 de agosto de 2012. Dentro del congreso fue presidente de la comisión especial para la familia, y de la comisión especial de seguimiento a los fondos aportados por los extrabajadores mexicanos braceros. Adicionalmente fue secretaria de la comisión de derechos humanos.

## Senadora de la República
En las elecciones federales de 2012 fue designada senadora plurinominal en representación del Partido Revolucionario Institucional. Fue parte de la LXII y LXIII legislatura del Congreso de la Unión del 1 de septiembre de 2012 al 31 de agosto de 2018. Fue presidente de la comisión para la igualdad de género y fue secretaria de la comisión de derechos humanos y de la comisión de pesca y acuacultura.